# Liste der Weihbischöfe in Fulda
Die folgenden Personen sind/waren Weihbischöfe des Bistums Fulda:
| Nr. | Bischof                              | von  | bis  | Beschreibung | Darstellung | Wappen |
| --- | ------------------------------------ | ---- | ---- | --- | ----------- | ------ |
| 01  | Stephan Cloth OSB                    | 1727 | 1727 | * 21. Januar 1674 in Hemen, am 8. September 1695 Ordensprofess, am 12. Oktober 1698 zum Priester geweiht, am 20. Januar 1727 zum Titularbischof von Derbe und Weihbischof in Fulda ernannt, konsekriert am 25. Januar 1727, † 5. September 1727                                                                                       |             |        |
| 02  | Amand von Buseck OSB                 | 1728 | 1738 | * 2. Februar 1685 in Eppelborn am 1. November 1704 Ordensprofess, am 23. September 1709 zum Priester geweiht, am 26. Januar 1728 Titularbischof von Themiscyra und Weihbischof in Fulda ernannt. konsekriert am 9. Mai 1728, am 11. Dezember 1738 zum Abt von Fulda gewählt, am 5. Oktober 1752 Bischof von Fulda, † 4. Dezember 1756 |             |        |
| 03  | Konstantin Schütz von Holzhausen OSB | 1757 | 1775 | * 28. Oktober 1709 in Haßfurt, Ordensprofeß am 6. November 1728, am 24. September 1735 zum Priester geweiht, am 26. September 1757 zum Titularbischof von Mennith und Weihbischof in Fulda, konsekriert am 6. November 1757, † 23. September 1775                                                                                     |             |        |
| 04  | Ermenold Piesport OSB                | 1776 | 1778 | * 17. Dezember 1724 in Überlahr, Ordensprofess am 1. November 1745, am 14. März 1750 zum Priester geweiht, am 29. Januar 1776 zum Titularbischof von Capharnaum und Weihbischof in Fulda, konsekriert am 17. März 1776, † 8. Februar 1778                                                                                             |             |        |
| 05  | Lothar Breidbach zu Bürresheim OSB   | 1778 | 1794 | * 6. August 1724 in Bürresheim, Ordensprofess am 8. September 1742, am 1. März 1749 zum Priester geweiht, am 1. Juni 1778 zum Titularbischof von Ierichus und Weihbischof in Fulda, konsekriert am 29. Juni 1778, † 7. Juli 1794 |             |        |
| 06  | Adolf Bolte                          | 1945 | 1959 | * 15. November 1901 in Hannover, am 24. März 1928 in Paderborn zum Priester geweiht, am 22. Februar 1945 zum Titularbischof von Cibyra und Weihbischof in Fulda ernannt, konsekriert am 29. Juni 1945, am 30. Juni 1959 Bischof von Fulda, † 5. April 1974                                                                            |             |        |
| 07  | Josef Freusberg                      | 1953 | 1964 | * 18. Oktober 1881 in Olpe, am 6. April 1909 in Paderborn zum Priester geweiht, am 12. April 1953 zum Titularbischof von Hadrianopolis in Epiro und Weihbischof in Fulda ernannt, konsekriert am 11. Juni 1953, † 10. April 1964 |             |        |
| 08  | Eduard Schick                        | 1962 | 1974 | * 23. Februar 1906 in Mardorf, am 22. Dezember 1928 zum Priester geweiht, am 14. April 1962 zum Titularbischof von Aradi und Weihbischof in Fulda ernannt, konsekriert am 11. Mai 1962, am 18. Dezember 1974 Bischof von Fulda, emeritiert 1. Juli 1982, † 20. November 2000                                                          |             |        |
| 09  | Hugo Aufderbeck                      | 1962 | 1973 | * 23. März 1909 in Hellefeld, am 28. März 1936 in Paderborn zum Priester geweiht, am 19. Juni 1962 zum Titularbischof von Arca in Phoenicia und Weihbischof in Fulda mit Sitz in Erfurt ernannt, konsekriert am 5. September 1962, am 23. Juli 1973 zum Apostolischen Administrator von Erfurt ernannt, † 17. Januar 1981             |             |        |
| 10  | Johannes Kapp                        | 1976 | 2004 | * 14. Mai 1929 in Burguffeln, am 3. April 1954 zum Priester geweiht, am 8. Juli 1976 zum Titularbischof von Melzi und Weihbischof in Fulda ernannt, zum Bischof geweiht am 12. September 1976, emeritiert 13. Juli 2004, † 22. September 2018                                                                                         |             |        |
| 11  | Ludwig Schick                        | 1998 | 2002 | * 22. September 1949 in Marburg, am 15. Juni 1975 zum Priester geweiht, am 20. Mai 1998 zum Titularbischof von Auzia und Weihbischof in Fulda ernannt, zum Bischof geweiht am 12. Juli 1998, am 28. Juni 2002 Erzbischof von Bamberg                                                                                                  |             |        |
| 12  | Karlheinz Diez                       | 2004 |      | * 20. Februar 1954 in Freigericht-Horbach, am 10. Oktober 1978 zum Priester geweiht, am 13. Juli 2004 zum Titularbischof von Villa Regis und Weihbischof in Fulda ernannt, zum Bischof geweiht am 26. September 2004 |             |        |